# Il nostro capitale umano
Il nostro capitale umano è un programma televisivo italiano sul mondo del lavoro, trasmesso da giugno 2019 su Rai 2. 
Ideato e condotto da Metis Di Meo con la regia di Andrea Conte, il programma è prodotto da Lilith Factory srl in collaborazione con Assosomm in cross promotion con Rai Radio1.